# 保坂伸
保坂 伸（ほさか しん、1963年〈昭和38年〉5月2日 - ）は、日本の経産官僚。

## 経歴
千葉県八千代市出身。開成中学校・高等学校を経て、1987年（昭和62年）3月に東京大学経済学部を卒業。国家公務員採用Ⅰ種試験(経済)に合格し、同年4月に通商産業省に入省。
2017年（平成29年）7月5日、資源エネルギー庁次長に就任。
2019年（令和元年）7月5日、貿易経済協力局長に就任。
2020年（令和2年）7月20日、資源エネルギー庁長官に就任。
2023年（令和5年）7月4日、経済産業審議官に就任。2024年（令和6年）7月1日、辞職。同年11月1日、株式会社みずほ銀行顧問に就任。同年12月1日、信越化学工業株式会社顧問に就任。同年12月3日、株式会社NBO総研代表取締役社長に就任。

## 年譜
- 1987年
  - 4月 - 通商産業省入省[1]
  - 4月 - 資源エネルギー庁長官官房総務課[1]
- 1988年11月 - 通商産業省基礎産業局鉄鋼業務課[1]
- 1990年6月 - 通商産業省貿易局貿易保険課[1]
- 1992年5月 - 日本銀行営業部金融課[1]
- 1994年5月 - 中小企業庁計画部振興課[1]
- 1996年7月 - アメリカ合衆国に留学（ミシガン大学留学）
- 1998年
  - 1月 - 通商産業省産業政策局総務課
  - 6月 - 通商産業省通商政策局米州課
- 2000年8月 - 通商産業省産業政策局総務課（法令審査委員）
- 2002年6月 - 経済産業省大臣官房秘書課
- 2004年6月 - 経済産業省大臣官房秘書課人事企画官
- 2005年9月 - 中小企業庁経営支援部商業課長
- 2006年7月 - 資源エネルギー庁資源・燃料部石油・天然ガス課長
- 2009年7月 - 経済産業省製造産業局自動車課長
- 2010年3月 - 経済産業省経済産業政策局企業行動課長
- 2012年7月 - 資源エネルギー庁長官官房総合政策課長
- 2013年6月 - 経済産業省大臣官房秘書課長
- 2014年7月 - 経済産業省大臣官房政策評価審議官
- 2015年6月 - 経済産業省大臣官房審議官（経済産業政策局担当）
- 2016年6月 - 経済産業省大臣官房審議官（産業技術環境局担当）
- 2017年7月5日 - 資源エネルギー庁次長[8]・（併）内閣府大臣官房審議官（科学技術・イノベーション担当）・（併）内閣府原子力損害賠償・廃炉等支援機構担当室次長
- 2019年7月5日 - 経済産業省貿易経済協力局長[7]
- 2020年7月20日 - 資源エネルギー庁長官[6]
- 2023年7月4日 - 経済産業審議官[4]
- 2024年
  - 7月1日 - 辞職[5]
  - 11月1日 - 株式会社みずほ銀行顧問[9]
  - 12月1日 - 信越化学工業株式会社顧問[9]
  - 12月3日 - NBO総研株式会社代表取締役社長[9]